# تندیس تناولی
تندیس تناولی (به انگلیسی: Tandis Tanavoli) (۲۸ خرداد ۱۳۴۹، تهران) تهیه‌کننده و کارگردان ایرانی مقیم کانادا است. او دختر پرویز تناولی و منیژه تناولی است.

## زندگی
وی در دوران نوجوانی تحصیلات خود را در زمینه فیلمسازی در ایران و در آموزشگاهی خصوصی آغاز نمود. اولین تجربه فیلمسازی او در آن دوران فیلمی با نام «رویا» بود. او پس از جنگ ایران و عراق به کانادا مهاجرت کرد و در مدرسه فیلم ونکوور به تحصیل در زمینه رسانه، تلویزیون و فیلم مشغول شد. تناولی پس از فراغت از تحصیل چندین شرکت تهیه‌کننده فیلم و سریال را تأسیس کرده‌است.
از آثار تهیه شده توسط وی می‌توان به فیلم "سرو مقدس (The Sacred Cypress)" اشاره کرد که در سال ۲۰۰۳ در چندین جشنواره در آمریکا و سوئد به نمایش درآمد. وی همچنین مجموعه ای تلویزیونی کمدی با نام "Impromptu: The Audition" را ساخت که در سال ۲۰۰۳ نامزد دریافت جایزه Leo گردید.

## فیلمشناخت
- "سرو مقدس (The Sacred Cypress)" (سال ۲۰۰۳)
- Impromptu: The Audition (مجموعه تلویزیونی - سال ۲۰۰۳)
- My Father's Angel (سال ۱۹۹۹)
- Losing Track (سال ۱۹۹۷)